# 디지털 리서치
디지털 리서치(Digital Research)는 최초의 개인용 운영 체제 CP/M을 만든 게리 킬달이 설립한 회사이다. 과거 마이크로컴퓨터 세계 최초의 최대 소프트웨어 기업이었다. 초기 운영 체제 시장에 경쟁자가 없었기 때문에 70년대에 디지털 리서치는 운영 체제 분야에서 독주를 하고 있었다. 그 뒤, IBM이 자사의 개인용 컴퓨터에서 운용할 운영 체제를 찾기 위해 디지털 리서치를 찾게 됐으나 교섭은 불발로 끝나 버리고 CP/M을 본따 만든 시애틀 컴퓨터사의 Q-DOS를 인수한 마이크로소프트에게 시장을 점차 내주게 된다. 1980~1990년대에는 DR-DOS라는 운영 체제를 출시하지만 여전히 MS-DOS에게 시장을 내준 채 1991년 노벨사에 인수 합병된다.
디지털 리서치는 C, 파스칼, 코볼, 포스, PL/I, PL/M, CBASIC, 베이직, 로고를 포함하여 자사의 운영 체제 지원 플랫폼에 맞는 프로그래밍 언어 컴파일러와 인터프리터의 선택을 제공하였다. 또, GSX라는 이름의 마이크로컴퓨터 버전의 GKS 그래픽스 표준(NAPLPS 관련)을 만들었으며 나중에 이를 GEM GUI의 토대로 사용하였다. 그 외에도 GSX 기반 DR DRAW, 도스용 Dr. Halo, GEM용 GUI 프로그램 제품군이 있다.

## 개요
1972년 미국 해군대학원의 강사였던 게리 킬달(Gary Kildall)은 마이크로컴퓨터 애플리케이션 어소시에이츠(Microcomputer Applications Associates, MAA)라는 비즈니스 부문에서 상담사로서 인텔에서 일하기 시작했다. 그가 세운 디지털 리서치는 세계 최초의 컴퓨터 오퍼레이팅 시스템(Operating System: OS) 개발이라는 엄청난 업적을 세운 기업이다.
게리 킬달은 1974년 세계 최초의 BIOS(Basic Input & Output System: 컴퓨터의 소프트웨어와 하드웨어의 연결해 주는 교량과 같은 것으로, 역사상 최초의 OS 발명으로 이어진다), CP/M(Control Program/Monitor)을 개발하고 자신의 회사, "Intergalactic Digital Research"라는 이름의 회사를 설립하였다가 디지털 리서치(Digital Research)로 사명을 변경하였다. 이 회사명은 IBM PC 시절 DR-DOS로 유명하다. CP/M은 전 세계 기업과 프로그래머들을 대상으로 날개 돋친 듯 팔려 나갔고, CP/M이라는 제품 하나로 킬달은 여러 대의 스포츠카와 자가용 비행기를 보유할 정도로 엄청난 부를 누린다.
이렇게 컴퓨터의 OS 시장을 독점하게 된 디지털 리서치는 경쟁 의식이나 긴장감이 전혀 없었다. 자신들이 만든 세계 최초의 OS는 어떤 누구의 도전을 받지 않을 것이라는 느긋한 착각에 빠져 있었다. 그러던 끝에 1980년 IBM과의 OS 공급 계약을 거부해 버리고 세계 최대의 소프트웨어 회사로 발돋움할 수 있는 기회를 잃는다. 이때 IBM과의 계약을 가로챈 회사가 바로 빌 게이츠의 마이크로소프트였다. 빌 게이츠는 킬달의 CP/M을 거의 그대로 베낀 MS-DOS를 만들어 IBM과 계약을 맺고 이때부터 OS 시장을 독점, 승승장구하기 시작한다.
이후 디지털 리서치는 계속 MS의 그늘에 가린 비주류 OS 개발 회사로 머물다가, 끝내 1991년엔 노벨(Novell) 사에 헐값으로 팔린다.